# Ministop
Ministop (яп. ミニストップ株式会社 минисутоппу кабусики-гайся) — японская сеть небольших круглосуточных магазинов, входящая в группу компаний ÆON Group. Состоит из 3,514 магазинов, из них 1,493 располагаются за рубежом. В отличие от большинства других магазинов в Японии, в Ministop присутствует кухня, где бутерброды и лёгкие закуски могут приготовить по просьбе покупателя, а также зона отдыха, где клиенты могут перекусить. Продаются и обычные товары: журналы, манга, безалкогольные напитки, контрацептивы, онигири и бэнто; доступна оплата коммунальных услуг, ксерокопирование, покупка билетов на различные мероприятия и снятие денег через банкомат. Ministop владеет собственной маркой фаст-фуда. Меню варьируется в зависимости от сезона, типовой вариант включает хот-доги, сэндвичи, холодные десерты, мягкое мороженое. Имеются филиалы Ministop в Южной Корее, Казахстане, на Филиппинах и в Китае.